# Identity 2.0
Identity 2.0 is het nieuwe concept van authenticatie van eindgebruikers op het Internet waarbij gebruik wordt gemaakt van User Centric Identity Management. 
Kenmerk van Identity 2.0 is dat iemand niet langer voor elke functionaliteit op het internet een aparte identiteit moet aanmaken (zoals een gebruikersaccount op Wikipedia of een weblog) maar dat iemand een digitale identiteitsbewijs verkrijgt van een Identity Provider. Die digitale identiteit kan worden gebruikt om in te loggen op een server. Afhankelijk van de kwaliteit van de Identity Provider krijgt een gebruiker meer of minder functies beschikbaar.
Voor Identity 2.0 worden de Laws of Identity, zoals geformuleerd door Kim Cameron, als uitgangspunt gehanteerd.

## Betrokken partijen

### Het Subject
Dit is de individu die een eigen digitale identiteit gebruik voor aanmelding op een webserver of applicatie.

### De Identity provider
Dit is een vertrouwde partij die een digitale identiteit creëert en verstrekt aan een individu.
Er bestaan verschillende soorten identity providers:

#### Gemanagede identities
Op het internet bestaan verschillende partijen die digitale identiteiten aanbieden en beheren voor individuen. Een voorbeeld in Nederland is DigiD, de organisatie die voor de Rijksoverheid digitale identiteiten van burgers beheert.
Afhankelijk van het niveau van vertrouwen dat een Identity Provider krijgt, zal ook de verstrekte identiteit meer vertrouwen genieten, waardoor die identiteit meer functionaliteit zou kunnen gebruiken.

#### Self issued identities
Een gebruiker kan ook zelf een digitale identiteit aanmaken. In dat geval zal op de pc van zo'n eindgebruiker een digitaal identiteitsbewijs worden gegenereerd, dat wel aan de publieke standaarden moet voldoen. Omdat zo'n identiteit niet geverifieerd wordt, is het betrouwbaarheidsniveau aanzienlijk lager dan dat van een managed service. Heel erg is dat niet: ook nu al is het mogelijk om zonder enige validatie een digitale identiteit aan te maken. Denk alleen maar aan Wikipedia.
Windows Vista biedt met CardSpace een eigen identity provider.

### De Relying Party
Dit is een server of een service waarvan een individu gebruik wil maken. De relying party stelt alleen functionatiteit beschikbaar aan een subject die zichzelf met een digitale identiteit heeft aangemeld. Afhankelijk van de gevraagde functionaliteit, kan een RP een digitale identiteit met een bepaald vertrouwensniveau vereisen. Als iemand bijvoorbeeld gebruik wil maken van een betaalfunctie, dan zal de digitale identiteit van zo'n persoon ook verstrekt (en dus gegarandeerd) moeten worden door een IP die als betrouwbaar binnen de financiële dienstverlenende sector kan worden aangemerkt.

## Identity 2.0 oplossingen
Implementaties zijn bijvoorbeeld OpenID en Windows CardSpace met Information Card.
- Windows Vista is uitgerust met CardSpace als onderdeel van het .NET Framework 3.0.
- Er zijn diverse Open Source initiatieven, zoals Higgins. Inmiddels is een demo met Higgins gegeven, waarbij een identity selector zowel InfoCard als OpenID identiteitsbewijzen kan beheren.
- Sxip